# Cantone di Ancerville
Il Cantone di Ancerville è una divisione amministrativa dell'arrondissement di Bar-le-Duc.
A seguito della riforma approvata con decreto del 17 febbraio 2014, che ha avuto attuazione dopo le elezioni dipartimentali del 2015, è passato da 17 a 25 comuni.

## Composizione
I 17 comuni facenti parte prima della riforma del 2014 erano:
- Ancerville
- Aulnois-en-Perthois
- Baudonvilliers
- Bazincourt-sur-Saulx
- Brillon-en-Barrois
- Cousances-les-Forges
- Haironville
- Juvigny-en-Perthois
- Lavincourt
- L'Isle-en-Rigault
- Montplonne
- Rupt-aux-Nonains
- Saudrupt
- Savonnières-en-Perthois
- Sommelonne
- Stainville
- Ville-sur-Saulx

Dal 2015 i comuni appartenenti al cantone sono i seguenti 25:
- Ancerville
- Aulnois-en-Perthois
- Baudonvilliers
- Bazincourt-sur-Saulx
- Brillon-en-Barrois
- Cousances-les-Forges
- Guerpont
- Haironville
- Juvigny-en-Perthois
- Lavincourt
- L'Isle-en-Rigault
- Maulan
- Montplonne
- Nant-le-Grand
- Nant-le-Petit
- Rupt-aux-Nonains
- Saudrupt
- Savonnières-en-Perthois
- Silmont
- Sommelonne
- Stainville
- Tannois
- Tronville-en-Barrois
- Velaines
- Ville-sur-Saulx